# Ulšalk
Ulšalk (tudi Udelscalc ali Udalschalk), krški škof,  † 22. maj 1231
Ulšalk je bil leta 1217 izvoljen za krškega škofa. Prej je bil kanonik v Krki in je bil ob izvolitvi že v visoki starosti. Od svojega predhodnika, Henrika II. Ptujskega, je podedoval velike dolgove. Velik del škofovih prihodkov je šel za poplačilo dolgov upnikov. Leta 1218 je svojo škofijo v Gradec - Sekavu ustanovil tudi salzburški nadškof Eberhard II., vendar je smel krški škof v tem delu nadškofije izvrševati pravice generalnega vikarja.
Zaradi starostnih težav, predvsem pa zaradi slabega vida, zaradi katerega ni mogel opravljati službe, je škof Ulšalk leta 1220 pri papežu Honoriju III. v Rimu zaprosil za razrešitev, ki je bila odobrena 4. decembra 1220. Škof Ulšalk je po svoji abdikaciji preživel še enajst let in umrl 22. maja 1231. Njegovo zadnje počivališče ni znano.